# Patience Worth
 (décembre 2019).
Si vous disposez d'ouvrages ou d'articles de référence ou si vous connaissez des sites web de qualité traitant du thème abordé ici, merci de compléter l'article en donnant les références utiles à sa vérifiabilité et en les liant à la section « Notes et références ».
Patience Worth aurait été l'esprit désincarné d'une romancière anglaise contacté par la médium Pearl Lenore Curran (15 février 1883– 4 décembre 1937). Durant des années, Pearl Curran a produit plusieurs romans et textes, en poésie ou en prose, dont elle a affirmé qu'ils lui étaient dictés directement par l'esprit de Patience Worth.
Dès les premières séances spirites pratiquées par Pearl Curran à Saint-Louis (Missouri, États-Unis) en 1913, Patience Worth se présenta comme une immigrée anglaise, née en 1649 dans le Dorsetshire et arrivée en Nouvelle-Angleterre en 1670, tuée par la suite par un « peau-rouge ». Quelques jours plus tard, Patience Worth déclare à Pearl Curran : « Mrs Curran, je vais vous dicter un premier roman ». Tout est parti de là. Romans et poèmes se succéderont durant plus de vingt ans avec parfois des interruptions dans les séances spirites de plus d'une année liées à l'évolution familiale de Pearl Curran (trois mariages, quatre enfants, déménagement). Le vocabulaire utilisé dans tous les textes ainsi retranscrits est typique du XVIIe siècle (90 % d'anglo-saxon ancien, 10 % de français archaïque). La langue est  pure alors que le médium (Pearl) n'est pourvue que d'une instruction très modeste et n'a aucune maîtrise de la langue (ayant quitté l'école à 14 ans). Aucun des textes ne présente, même une seule fois, une tournure de phrase ou même un mot qui soit postérieur au XVIIe siècle. Au fur et à mesure des dictées, Pearl publia les textes successifs et, en toute honnêteté, sous le nom de Patience Worth. Cependant nombreux sont les chercheurs à remettre en cause l'authenticité des textes. Ils évoquent plutôt des pastiches, en relevant notamment des influences modernes qui ne sont pas caractéristiques de la littérature puritaine anglo-saxonne du XVIIIe.
Des expériences, menées en public, par le Dr Walter Franklin Prince (voir Bibliographie), de la Société royale de recherches psychologiques de Boston, contredirent l'hypothèse que Pearl Curran eût pu être aidée par une autre personne. Elle ne reçut que de modestes rétributions de son éditeur et mourut dans l'indigence.
En dépit de la haute et rare qualité de cette production, les textes dits de Patience Worth n'ont jamais été accueillis officiellement comme faisant partie de la littérature anglo-saxonne ou de la poésie américaine et demeurent cantonnés aux petits cercles très limités d'occultisme. La plupart des textes ne sont disponibles que sur demande.